# Mănăstirea Mor Gabriel
Mănăstirea Mor Gabriel (în siriacă ܕܝܪܐ ܕܡܪܝ, în turcă Mor Gabriel Manastırı) este una din cele mai vechi mănăstiri ale creștinătății, situată în prezent în sudul Turciei.

## Istoric

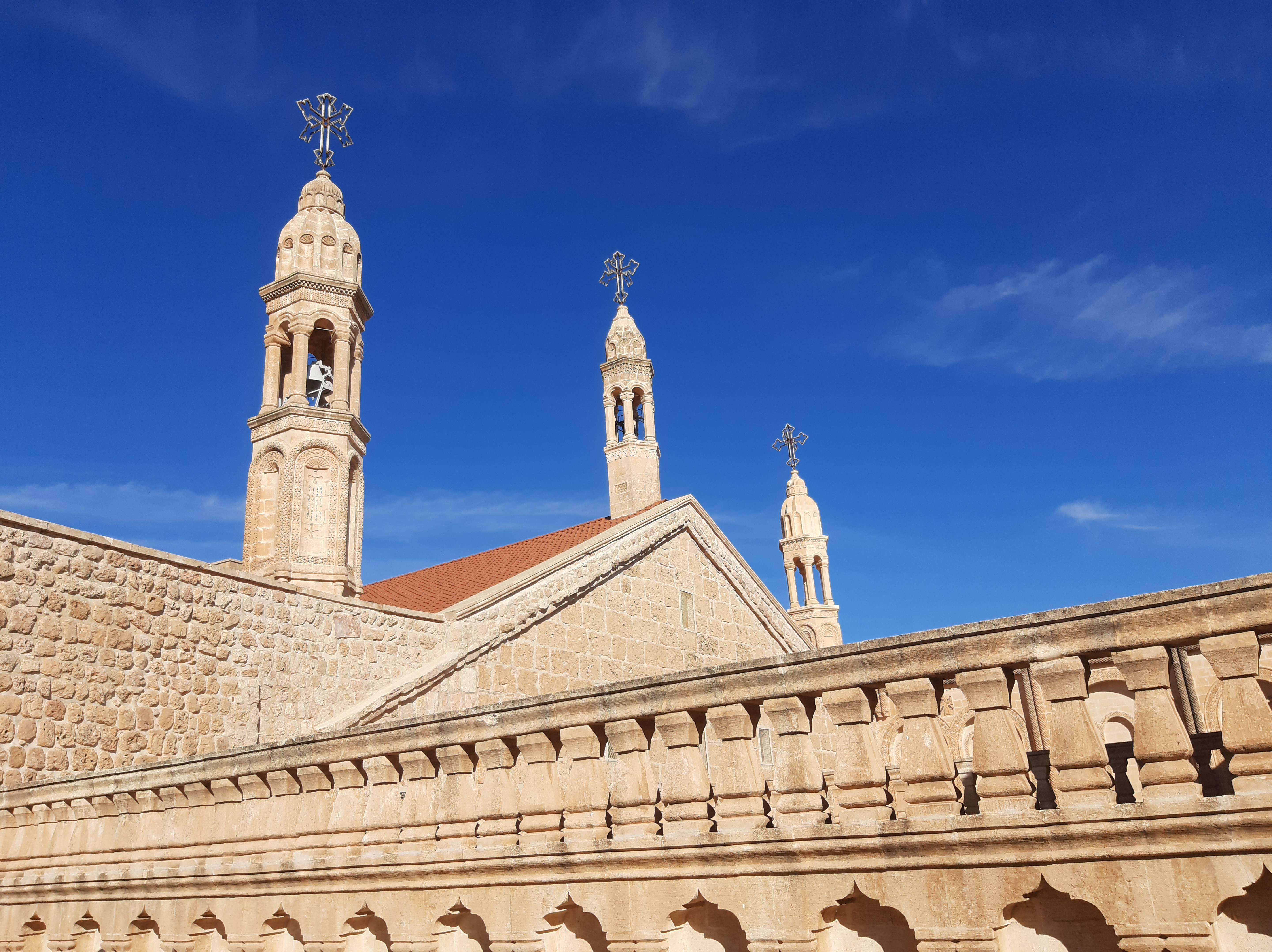
Clopotnițele mănăstirii

Începând cu secolul al IV-lea întreaga zonă („Muntele Robilor”) a început să fie locuită de pustnici creștini (eremiți), care au preferat să se retragă în deșert după ce creștinismul devenise religie de stat în Imperiul Roman (cunctos populos, 380), fiind astfel asociat cu puterea politică.
Astfel, în anul 397 abba Shmuel (Samuel) și elevul său Samun (Simon) au întemeiat așezământul monahal de astăzi.
Cupola bisericii datează de la începutul secolului al VI-lea. Construcția a fost finanțată foarte probabil de împăratul Anastasiu I, care i-a sprijinit pe monofiziți.
În 1915, în cursul Genocidului asupra asirienilor, toți viețuitorii mănăstirii au fost masacrați. În 1919 creștinilor asirieni li s-a permis să se așeze din nou în mănăstire.